# Pax Americana

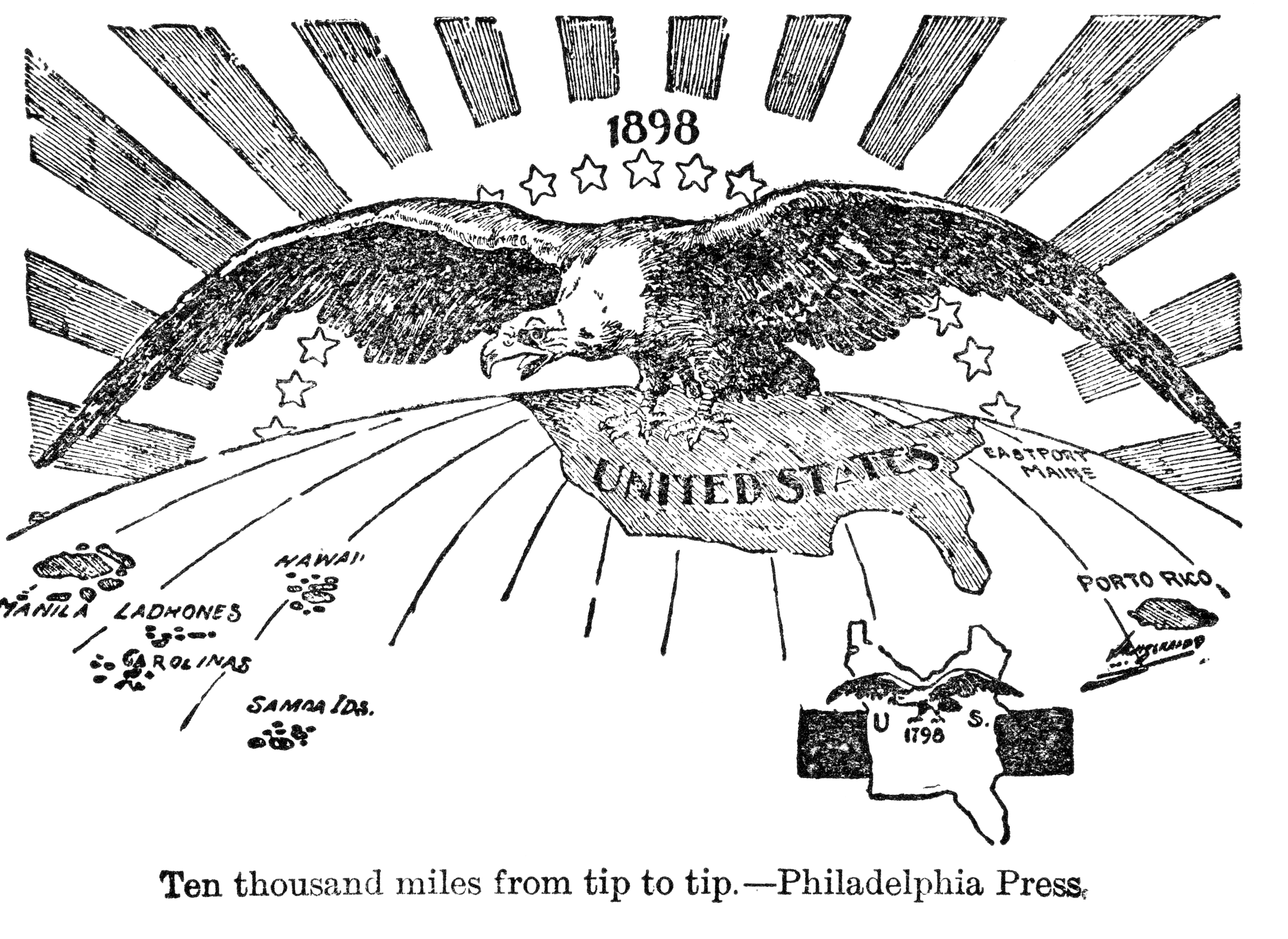
Cartum ilustrativo da enorme área de influência dos Estados Unidos, representada pelas asas da águia-careca (animal símbolo norte-americano) cobrindo grande parte do globo, com a legenda "dez mil milhas de ponta a ponta".

A Pax Americana é uma locução latina análoga a Pax Romana e Pax Britannica, associada a um longo período de relativa paz mundial (também chamado Longa Paz), iniciado em meados do século XX, no segundo pós-guerra, quando se consolida a hegemonia dos Estados Unidos no mundo. O conceito de Pax Americana contém uma analogia entre o papel dos EUA  e o do Império Romano, em sua época (Pax Romana), e o do Império Britânico, no século XIX (Pax Britannica), em termos de autoridade moral, como "polícia do mundo". Isso frequentemente se traduz em incursões militares dos EUA para combater ameaças à ordem mundial e, especialmente, aos interesses norte-americanos. 
Pax Americana tem uso retórico, tanto entre os defensores quanto entre os críticos da política externa dos Estados Unidos, e parece ter efetivamente pouco a ver com a manutenção da paz, considerando os vários conflitos nacionais em que os Estados Unidos e seus aliados se envolveram diretamente, logo após a Segunda Guerra Mundial - a partir da Guerra da Coreia (1950-1953), à qual se seguiu a Guerra do Vietnã (1964-1975) e, mais recentemente, a Guerra do Golfo (1990-1991), a Guerra do Afeganistão (2001) e a Guerra no Iraque (2003), entre outras. 